# 26264 McIntyre
26264 McIntyre este un asteroid din centura principală de asteroizi.

## Descriere
26264 McIntyre este un asteroid din centura principală de asteroizi. A fost descoperit pe 14 septembrie 1998 la Socorro, New Mexico, în cadrul proiectului LINEAR. Asteroidul prezintă o orbită caracterizată de o semiaxă mare de 2,30 ua, o excentricitate de 0,18 și o înclinație de 7,8° în raport cu ecliptica.